# Drohobycz, Drohobycz
Drohobycz, Drohobycz – tytuł książki Henryka Grynberga, opublikowanej po raz pierwszy w 1997 roku przez warszawskie Wydawnictwo W.A.B.

## Forma
Książka jest zbiorem jedenastu, a od wydania drugiego dwunastu opowiadań, powstałych w latach 90. XX wieku. Wyjątkami są Szkic rodzinny, Szkic węgierski oraz Brat na Wołyniu, napisane wcześniej i wydane w 1990 r. w zbiorze Szkice rodzinne (Wydawnictwo Czytelnik).
Zbiór powstał na podstawie rozmów autora ze świadkami opisywanych zdarzeń. Każde z opowiadań jest osobną relacją, prowadzoną w pierwszej osobie. Narracja sporadycznie przerywana jest pytaniami wskazującymi na obecność rozmówcy.
Książka ma charakter wspomnieniowy, nie jest to jednak dokument. Autor zastrzega we wstępie, iż ponosi wyłączną odpowiedzialność za treść opowieści swoich bohaterów.

## Treść
Głównym tematem utworu jest zagłada Żydów w czasie II wojny światowej oraz losy ludzi, którzy przeżyli Zagładę. Jest to temat dominujący w całej twórczości Grynberga, we wcześniejszych książkach opierającego się głównie na własnych doświadczeniach, dziecka ocalałego z Zagłady. Tym razem pisarz oddał głos innym, ukazał losy ich samych oraz ich rodzin.
Autor zbioru tak uzasadnia stałe podejmowanie tematyki wojennej:
Nie ma ważniejszego tematu w ogóle dla ludzkości, dopóki się nie stanie coś straszniejszego niż Holocaust, a miejmy nadzieję, że się nie stanie. Holocaust jest wielką nauką i przestrogą dla cywilizacji, w której żyjemy. Punktem zwrotnym. Historia Żydów jest wprawdzie bardzo szczególna, ale każdy może wyciągnąć z niej wnioski, bo ona nigdy nie rozgrywała się w próżni i dotyczy wszystkich innych, którzy brali w niej udział. Takie zostawiam przesłanie
Tytuł zbioru może sugerować, że opowiadania dotyczą wyłącznie Drohobycza. Tymczasem jedynie pierwsze z nich, zatytułowane właśnie Drohobycz, Drohobycz, dotyczy miasta, w którym żył, tworzył i tragicznie zginął Bruno Schulz. Postać pisarza i rysownika, nauczyciela w gimnazjum im. Króla Władysława Jagiełły, pojawia się tu we wspomnieniach jego ucznia, Leopolda Lustiga.
Akcja pozostałych opowiadań rozgrywa się na terenie Polski (m.in. w obozie koncentracyjnym Auschwitz oraz w niemieckich nazistowskich gettach w polskich miastach), w Rosji Radzieckiej, w Stanach Zjednoczonych, na Węgrzech, na Słowacji, w Niemczech i innych krajach.
Czas wydarzeń skupia się na latach drugiej wojny światowej i latach powojennych, jednak każde z opowiadań rozpoczyna się od wspomnień narratora o przodkach. W efekcie niektóre z fragmentów zbioru tworzą rodzinne panoramy rozpisane na cały niemal wiek XX.
Głównym wątkiem zamykającego tom opowiadania Rodzina jest historia prac nad radziecką bronią atomową, prowadzonych przez wybitnego fizyka Lwa Landaua, aresztowanego przez NKWD w czasie stalinowskiej „wielkiej czystki” w 1938 r. za napisanie ulotki potępiającej reżim Stalina. Opowieść powstała na podstawie artykułu prof. Isaaka Chałatnikowa w miesięczniku „Chimija i żyzń – XXI wiek” ros. „Химия и жизнь”.

## Tytuły opowiadań w zbiorze
- Drohobycz, Drohobycz
- Ucieczka z Borysławia
- Bez śladu
- Brat na Wołyniu
- Elgena
- Szkic węgierski
- Ja jestem z Oświęcimia
- Msza za wszystkich (od wydania II)
- Szkic rodzinny
- Umowa z Bogiem
- Kuzyn Benito
- Rodzina

## Wydania
Pierwsze wydanie książki pochodzi z 1997 roku, drugie – rozszerzone przez autora o opowiadanie Msza za wszystkich – ukazało się w 2000 r. Wydanie trzecie opublikowano w 2005 roku (ISBN 83-88221-15-9).

## Wyróżnienia i nagrody
- Nominacja do Nagrody Literackiej „Nike” w 1998 r.
- Koret Jewish Book Award(inne języki) 2002 – jedna z najważniejszych nagród literackich dla autorów piszących o tematyce żydowskiej; przyznawana w Stanach Zjednoczonych[1].